# 빌헬름 포크
빌헬름 포크(Wilhelm Pauck, 1901년 1월 31일~1981년 9월 3일)는 독일 베스트팔렌 라스페에서 태어나서 미국에서 활동한 독일계 미국의 신학자로서 캘리포니아 팰로앨토에서 사망했다.
포크는 종교 개혁 분야의 역사 신학자로서 시카고 대학교, 유니언 신학교, 밴더빌트 대학교와 스탠포드 대학교에서 50년 동안 가르쳤다. 그의 영향은 미국과 유럽에서 빈번한 강의와 방문 예약을 통해 알려지게 되었다. 포크는 베를린 대학교와 미국의 대학, 신학교 사이에서 개신교 신학의 역사 비평학의 다리를 놓았다. 포크는 인간역사의 드라마를 예리하게 통찰하는 것과 고등 비평을 결합하였기에 미국에서 역사신학의 수장으로 간주되었다. 그의 활동시기에 라인홀드 니부어와 폴 틸리히는 그의 친구와 동료로서 가깝게 지냈다. 베를린 대학교에서 칼 홀과 에른스트 트뢸치에게 종교 개혁과 교회의 역사에 대하여 배웠으며 그리고 아돌프 폰 하르나크에게서 배웠으며 괴팅겐 대학교에서 카를 바르트에서도 배웠다. 베를린 대학교에서 마르틴 부서의 종교개혁 논문: 그리스도의 통치에 관하여(Martin Bucer's reformation treatise, De Regno Christi )로 박사학위를 받았다.
1925년에서 1926년 시카코 신학교(Chicago Theological Seminary)에 교환학생으로 미국에 1년 동안 경험을 가졌다.  시카고 대학교의 역사신학자 헨리 H. 워커(church historian Henry H. Walker)의 죽음으로 그의 후계자로 강사로 오게되었다. 회중교회 목사로 안수를 받았다. 미국에 온 후에 역사신학 분야에서 큰 공헌을 하였다. 미국 교회사 학회( American Society of Church History)의 회장도 역임하였다. 그에게 영항을 받은 대표적인 학자들을 다음과 같다. 제임스 루터 아담스, 윌리암 A. 클렙쉬, 존 딜렌버그, B.A. 게리쉬, 한스 힐더브랜드, 야로슬라프 펠리칸, 조셉 시틀러, 그리고 루이스 W. 스피츠등이다.

## 대표적인 출판물
- With H. R. Niebuhr and Francis Pickens, The Church Against the World (New York, Willett, Clark & Company, 1935).
- Harnack and Troeltsch: Two Historical Theologians (New York: Oxford University Press, 1968).
- Karl Barth: Prophet of a New Christianity? (New York: Harper, 1931).
- Editor and translator, Luther: Lectures on Romans (Philadelphia: The Westminster Press, 1961), with a general introduction, pp. xvii-lxvi. [The Library of Christian Classics XV].
- Editor, Melanchthon and Bucer (Philadelphia: The Westminster Press, 1969) [The Library of Christian Classics XIX].
- With Marion Pauck, Paul Tillich: His Life and Thought (New York: Harper and Row, 1976).
- Martin Butzer, Das Reich Gottes auf Erden. Utopie und Wirklichkeit, eine Untersuchung zu Butzers "De Regno Christi" und zur englischen Staatskirche des 16. Jahrhunderts, Berlin und Leipzig (Walter de Gruyter, 1928) [Martin Bucer: The Kingdom of God on Earth].
- "To Be or Not to Be: Tillich on the Meaning of Life," in The Thought of Paul Tillich, eds., James Luther Adams, Wilhelm Pauck, and Roger Shinn (New York: Harper and Row, 1985).

## 추가 정보
- Marion Hausner Pauck, "Bibliography of the Published Writings of Wilhelm Pauck," in Interpreters of Luther, ed., Jaroslav Pelikan (Philadelphia: Fortress Press, 1968), pp. 362–366, provides a more complete list of publications, including articles.
- "A Chronology of the Life of Wilhelm Pauck," is available in From Luther to Tillich: The Reformers and Their Heirs, edited by Marion Pauck with an Introduction by Jaroslav Pelikan (San Francisco: Harper & Row, 1984), pp. 210–215.
- Jaroslav Pelikan, "Introduction Wilhelm Pauck: A Tribute," in Interpreters of Luther, pp. 1–8.